# ديفيد ك. لونغ
ديفيد ك. لونغ (بالإنجليزية: David C. Long)‏ هو سياسي أمريكي، ولد في 5 سبتمبر 1955. حزبياً، نشط في الحزب الجمهوري. وقد انتخب عضو مجلس ولاية إنديانا.

## وصلات خارجية
- الموقع الرسمي